# Спиридонов (ручей)
Спиридонов — ручей в России, протекает по территории Куземского сельского поселения Кемского района Республики Карелии. Длина ручья — 13 км.
Ручей берёт начало из болота без названия на высоте выше 31,8 м над уровнем моря и далее течёт преимущественно в северо-восточном направлении по заболоченной местности.
Ручей в общей сложности имеет шесть малых притоков суммарной длиной 20 км.
Впадает в Белое море.
В среднем течении Спиридонов ручей пересекает линия железной дороги Санкт-Петербург — Мурманск.
Населённые пункты на ручье отсутствуют.
Код объекта в государственном водном реестре — 02020000712102000002674.